# Jean-Paul Delahaye
Pour les articles homonymes, voir Delahaye (homonymie).
Ne doit pas être confondu avec Jean-Paul Delahaye, footballeur français ou Jean-Paul Delahaye (d), pédagogue et haut fonctionnaire français
Jean-Paul Delahaye est un informaticien et mathématicien français né à Saint-Mandé (Seine) le 29 juin 1952.

## Biographie
Mathématicien de formation, Jean-Paul Delahaye obtient l'agrégation de mathématiques en 1976 (préparée à l'université d'Orsay) après son baccalauréat obtenu au lycée Michelet et ses licence (1973) et maîtrise (1974) à l'université d'Orsay.
Il effectue ensuite à l'université Lille-I un doctorat de troisième cycle en mathématiques (terminé en 1979) et un doctorat d'État en mathématiques (terminé en 1982).
Il est professeur d'informatique à l'université Lille-I depuis 1988 (devenue université de Lille en 2017) et chercheur au sein du Laboratoire d'informatique fondamentale de Lille (UMR CNRS 8022), rattaché à cette université, depuis 1983.
Il travaille sur la théorie computationnelle des jeux depuis 1996 et sur le hasard depuis 2004. Ses anciens thèmes de recherches étaient la théorie des transformations de suites (de 1977 à 1982, conclu par sa thèse d'État) et la programmation logique en lien avec l'intelligence artificielle (de 1982 à 1998).

### Autres activités
Jean-Paul Delahaye est également :
- rédacteur des articles mathématiques de la chronique Logique et calcul[3] de la revue Pour la science,
- conseiller scientifique en mathématiques et auteur d'articles pour l'Encyclopædia Universalis[4],
- auteur contributeur de la revue de culture scientifique en ligne interstices[5].

Il est signataire de l'Appel à la vigilance contre le néocréationnisme et les intrusions spiritualistes en science, publié en France à la fin de l'année 2005.
De 2016 à 2021, il a été membre du comité d'éthique du CNRS.

## Ouvrages
Jean-Paul Delahaye écrit aussi des articles et des livres d'information scientifique destinés au public non spécialisé, notamment sur le nombre π  et sur les nombres premiers. 
La plupart des ouvrages ci-dessous aux éditions Belin - Pour la science, sont des recueils d’articles parus antérieurement dans la rubrique Logique et Calcul du magazine Pour la science.
- Dessins géométriques et artistiques avec votre micro-ordinateur, Eyrolles, 1985
- Nouveaux dessins géométriques et artistiques avec votre micro-ordinateur, Eyrolles, 1985
- Outils logiques pour l'intelligence artificielle [détail des éditions]
  - Formal Methods in Artificial Intelligence, North-Oxford Academic, 1987  (ISBN 0470208260)
- Systèmes experts : organisation et programmation des bases de connaissance en calcul propositionnel, Eyrolles, 1987
- Cours de Prolog avec Turbo Prolog, Eyrolles, 1988
- Sequence Transformations, à partir de sa thèse d'État, Springer Series in Computational Mathematics, 1988  (ISBN 0387152830)
- Logique, informatique et paradoxes [détail des éditions]
- Le Fascinant Nombre π [détail des éditions]
- Jeux mathématiques et mathématiques des jeux [détail des éditions]
- Information, complexité et hasard [détail des éditions]
- Merveilleux nombres premiers : Voyage au cœur de l'arithmétique [détail des éditions]
- L'Intelligence et le calcul : de Gödel aux ordinateurs quantiques [détail des éditions]
- Les Inattendus mathématiques : Art, casse-tête, paradoxes, superstitions [détail des éditions]
- Complexités : Aux limites des mathématiques et de l'informatique [détail des éditions]
- Au pays des paradoxes [détail des éditions]
- Complexité aléatoire et complexité organisée, Quæ, 2009  (ISBN 978-2-75920320-8)
- Jeux finis et infinis, Seuil, 2010  (ISBN 978-2-02096483-8)
- Mathématiques pour le plaisir, Belin, 2010  (ISBN 284245104X)
- Tout. Les rêves mathématiques d'une théorie ultime, Hermann, 2011  (ISBN 978-2-70568190-6)
- La Logique, un aiguillon pour la pensée, Belin - Pour la science, 2012  (ISBN 978-2-84245-115-8)
- Inventions mathématiques. Jouer avec l'arithmétique et la géométrie, Belin - Pour la Science, 2014  (ISBN 978-2-8424-5128-8)
- Au-delà du Bitcoin : Dans l'univers de la blockchain et des cryptomonnaies, Paris, Dunod, 2022, 272 p. (ISBN 978-2100834983)

## Distinctions
- Prix d'Alembert 1998 de la Société mathématique de France « pour l'ensemble de ses travaux de vulgarisation mathématique dont le plus récent est le livre Le Fascinant Nombre pi[9] » ;
- Premier prix Auteur 1999 de la Culture scientifique du ministère de l'Éducation nationale de la Recherche et de la Technologie[10].

Le prix Le Monde de la recherche universitaire 1998 a été remis à un mémoire de doctorat (Calculabilité, physique et cognition, de Bruno Marchal) préparé sous sa direction.